# Brachyops
Brachyops is een geslacht van uitgestorven temnospondyle Batrachomorpha (basale 'amfibieën'). Het leefde in het Vroeg-Trias (ongeveer 250 - 247 miljoen jaar geleden) en zijn fossiele overblijfselen zijn gevonden in India.

## Naamgeving
De typesoort Brachyops laticeps werd voor het eerst benoemd en beschreven door Richard Owen in 1855, op basis van het holotype BMNH R4414, een fossiele schedel door Stephen Hislop en Robert Hunter gevonden in het Mangali-gebied in centraal India, in afzettingen van het Vroeg-Trias. Owen gaf geen etymologie maar de geslachtnaam kan vertaald worden als 'kortgezicht' in het Grieks. De soortaanduiding betekent 'breedkop' in het Latijn.

## Beschrijving
Brachyops is uitsluitend bekend van een complete schedel van ongeveer vijftien centimeter lang. De schedel is plat en breed, vaag driehoekig van vorm, met een zeer korte, ronde en stompe snuit. De grote ronde oogkassen zijn zijdelings gepositioneerd, net voor het midden van de schedel en naar boven gericht. De meeste botten van het schedelgewelf zijn versierd met kleine groeven, die in een radiaal patroon waren gerangschikt. De zijlijnkanalen zijn goed gedefinieerd en voornamelijk boven het oogkasgebied gerangschikt.

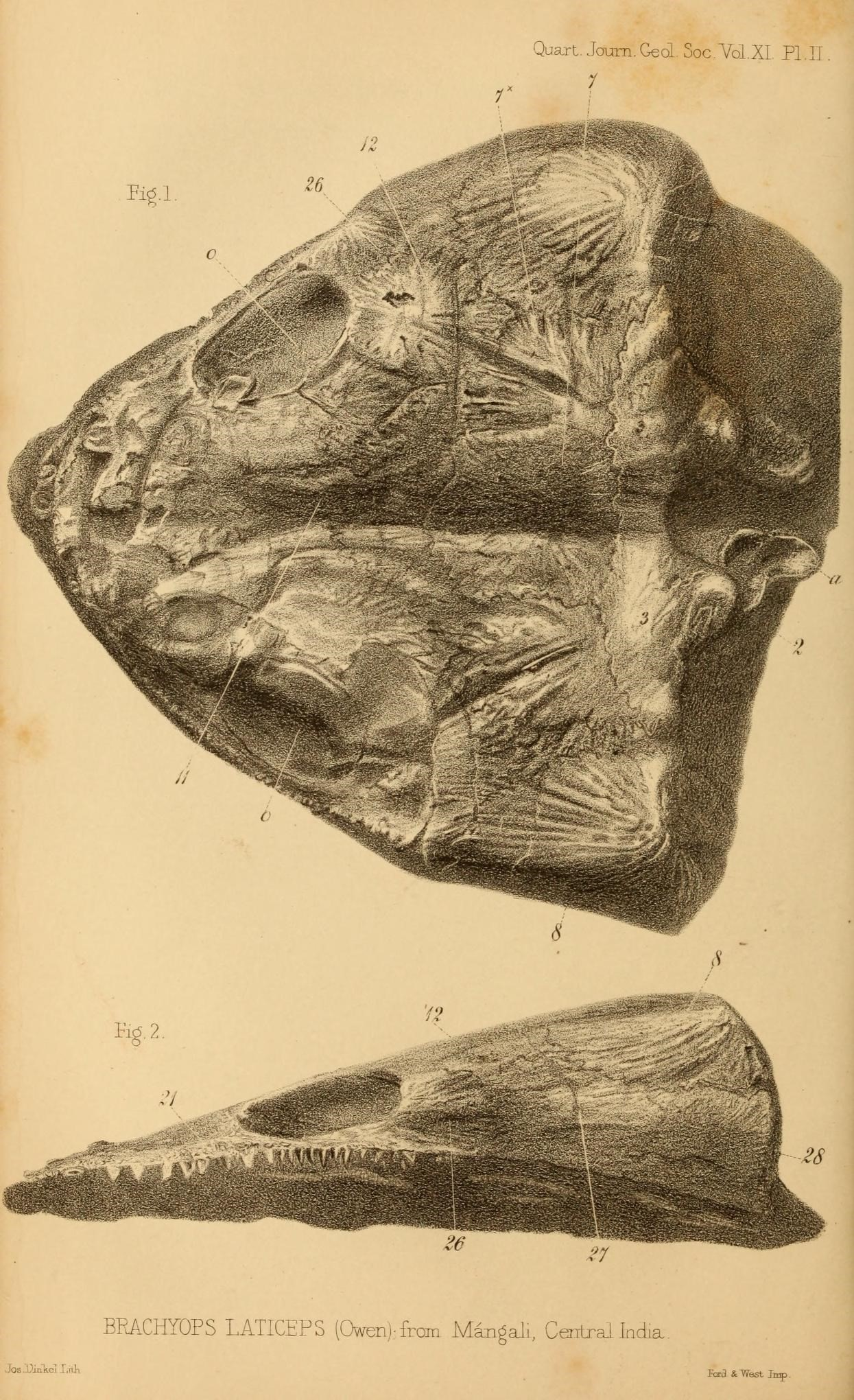
De schedel afgebeeld door Owen

Er zijn enorme openingen in het verhemelte, bekend als interpterigoïde holten. De tanden langs de kaakrand zijn vrij klein, maar echte langwerpige hoektanden zijn aanwezig op de verhemeltebeenderen. De neusgaten liggen op de voorkant van de snuit en staan relatief ver uit elkaar.

## Classificatie
Brachyops is het typegenus van Brachyopidae, een familie van aquatische amfibieën. Onder zijn naaste verwanten bevinden zich Batrachosuchus, Vigilius en Sinobrachyops; in het bijzonder lijkt het erop dat de nauwste verwantschappen met het laatste geslacht zijn, hoewel Sinobrachyops veel later leefde dan Brachyops.

## Paleobiologie
Brachyops moet een strikt aquatisch dier zijn geweest, zoals blijkt uit de morfologie en de aanwezigheid van opvallende zijlijngroeven op de schedel. Waarschijnlijk wachtte hij, net als de andere brachiopiden, op de bodem van rivieren en meren op zijn prooi, bestaande uit vissen, en opende zijn mond wijd en zoog ze erin, terwijl hij tegelijkertijd een voorwaartse beweging maakte.